# Integral Coach Factory
Integral Coach Factory (рус. Вагонный завод Интеграл) — единственный производитель железнодорожных вагонов в Ченнаи, Индия. Основан в 1952 году, принадлежит и управляется Indian Railways. Завод производит вагоны в основном для Indian Railways, но также экспортирует их и в другие страны.

## История
Завод основан в 1952 году и начал выпуск продукции 2 октября 1955 года. Первой продукцией были корпуса вагонов третьего класса для Южной железной дороги Индии (англ.).

## Производство
Integral Coach Factory состоит из двух основных отделений — отделение производства корпусов и отделение отделки вагонов. В корпусном отделении производят каркас вагона, в отделочном создают интерьеры и удобства. Вспомогательное производство построено в городе Халдия в Западной Бенгалии для сборки дизельных поездов. ICF производит более 170 разновидностей вагонов: первого и второго классов, вагоны-рестораны и вагоны-кухни, багажные, тормозные, самоходные, электропоезда, дизельные поезда и магистральные электропоезда, вагоны метрополитена, вагоны экстренной медицинской помощи, инспекционные, для испытания качества топлива, роскошные вагоны. На заводе работает около 13 000 человек. Завод выпускает около 1500 вагонов в год. ICF выпустил 1503 вагона в 2010 году и в августе 2011 года начал проект по организации производства корпусов из нержавеющей стали и высокоскоростных вагонных тележек и увеличения количества выпускаемых вагонов с 1500 до 1700 в год. В 2013—2014 было выпущено 25 вагонов типа LHB (англ.), 248 вагонов с кондиционерами и 1185 вагонов без кондиционеров. Планируется увеличить количество выпускаемых вагонов LHB. Поставлена цель по выпуску в 2014—2015 годах — 300 штук, в 2016—2017 — 1000 штук. К 18 августу 2015 года с момента запуска производства заводом было выпущено 50 000 вагонов.

## Экспорт
ICF экспортирует железнодорожные платформы в другие страны: Таиланд, Бирму, Тайвань, Замбию, Филиппины, Танзанию, Уганду, Вьетнам, Нигерию, Мозамбик, Бангладеш, Анголу и Шри-Ланку.

## Прочее
Ченнайский железнодорожный музей (англ.) расположен в здании завода. В нём находится коллекция выпускаемых моделей поездов и моделей эксплуатируемых на индийских железных дорогах. Около 59,1 млн ватт генерируется ветряными генераторами установленными заводом в округе Тирунелвели в 2011 году, что на 80 % покрывает потребность завода в электроэнергии.

## Критика
Железнодорожные составы из вагонов с кондиционерами, произведённые ICF для Колкатского метрополитена будто бы сломались из-за некачественного технического обслуживания. Согласно газетным статьям, вагоны с кондиционерами были отправлены в Колкату без проведения испытаний, так как у ICF нет тестовой площадки с третьим рельсом.